# 스파이 후 네버 다이즈
《스파이 후 네버 다이즈》(영어: The Spy Who Never Dies)는 2022년 개봉한 오스트레일리아의 코미디 액션 스릴러 영화이다.

## 출연진

### 주연
- 폴 오브라이언 - 브래드 역
- 카산드라 매그래스 - 수잔 역

### 조연
- 테레사 리안 - 트라이덴트 / 루시 역
- 조지아 월터스 - 베로니카 역
- 에이미 크리스천 - 테스 역